# Can Llei
La Can Llei és un edifici de Sant Vicenç de Montalt (Maresme) protegit com a Bé Cultural d'Interès Local.

## Descripció
El valor d'aquest edifici s'ha d'entendre dins el conjunt de xalets construïts a la platja entre 1914 i 1918, al llarg del Passeig (anomenat dels anglesos fins al 1917)
La conformació volumètrica i estructural.
Tot i no tractar-se d'un exemple paradigmàtic, s'hi pot distingir una lleugera influència de l'arquitectura centreeuropea del moment, sobretot en la conformació volumètrica i de la coberta.